# Nilokeras Scopulus
Nilokeras Scopulus est un important escarpement de l'hémisphère nord de Mars. Il est situé le long de la limite sud-est du plateau de Tempe Terra. La structure s'étend sur 900 km et s'élève de 1000 à un peu plus de 2 000 m au-dessus des plaines bordières de l'embouchure des Kasei Valles (branche Lobo Vallis) et de Chryse Planitia (zone de Xanthe Dorsa).